# Cupido prosecusa
Cupido prosecusa är en fjärilsart som beskrevs av Nicolas Grigorevich Erschoff 1874. Cupido prosecusa ingår i släktet Cupido och familjen juvelvingar. Inga underarter finns listade i Catalogue of Life.